# Вильгельми, Роман
Роман Здзислав Вильгельми (в ряде источников — Вильхельми, пол. Roman Zdzisław Wilhelmi; 6 июня 1936 — 3 ноября 1991) — польский актёр театра и кино. На постсоветском пространстве известен ролью первого из командиров танка «Рыжий» Ольгерда Яроша в телевизионном сериале «Четыре танкиста и собака».

## Биография
Роман Вильгельми родился 6 июня 1936 году в городе Познань, Польская Республика. После завершения среднего образования учился в Театральной Академии в Варшаве (пол. Akademia Teatralna im. Aleksandra Zelwerowicza w Warszawie), которую окончил в 1958 году. Почти 30 лет играл в столичном театре «Атенеум», где исполнил много интересных ролей современного и классического драматургического репертуара: Стэнли Ковальски в «Трамвае „Желание“», Макмёрфи в «Пролетая над гнездом кукушки», Пер Гюнта и так далее.
Первый крупный успех в кино пришёл с ролью командира танка Ольгерда Яроша в 21 серийном телевизионном цикле «Четыре танкиста и собака». Образ казался актёру шаблонным и к 7 серии он отказался от дальнейших съёмок (по сюжету фильма офицер погибает). Такой демарш по отношению к чрезвычайно популярному патриотическому фильму был замечен коммунистическими властями: Романа Вильгельми несколько лет не утверждали на сколько-нибудь крупные роли в кино. Однако, к середине 1970-х — началу 1980-х годов он вновь достиг признания в кинематографе, когда был удостоен премии Фестиваля польского кино в Гданьске за лучшую мужскую роль в фильме «Отель «Пацифик»» (пол. Zaklęte rewiry, 1975 год) и премии ММКФ за роль в фильме «Ночная бабочка» (пол. Cma, 1980 год), а также несколько национальных наград за исполнение главной роли в телевизионном сериале «Карьера Никодима Дызмы» по одноимённому роману Тадеуша Доленги-Мостовича.

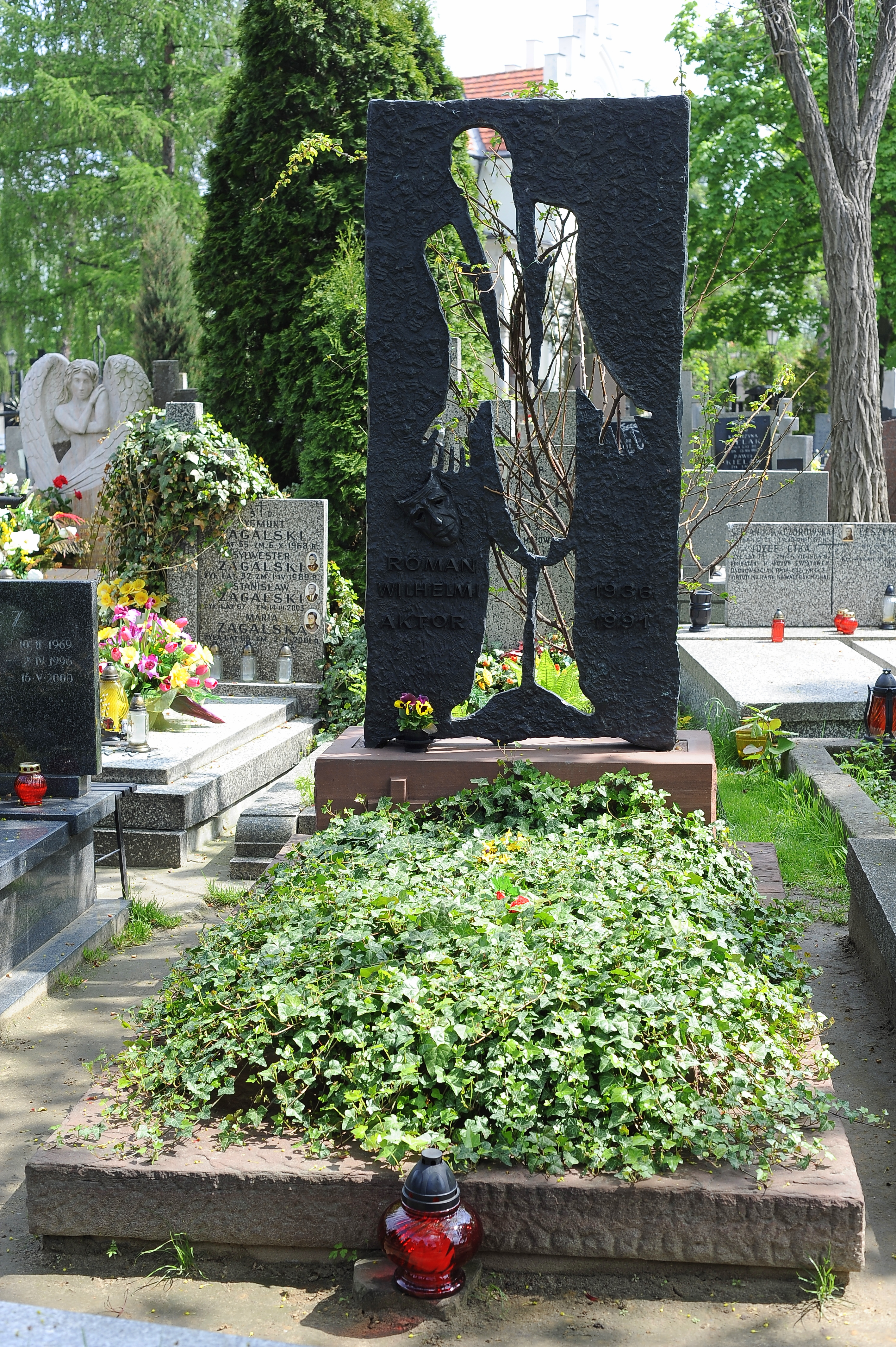
Памятник на могиле Р. Вильгельми на кладбище Вилянува

Скончался 3 ноября 1991 году от рака печени, спровоцированного привязанностью к алкоголю. Похоронен на Вилянувском кладбище в Варшаве.

## Избранная фильмография
(всего снялся почти в 50 фильмах)

| Год  |    | Русское название                | Оригинальное название             | Роль                                     |
| ---- | -- | ------------------------------- | --------------------------------- | ---------------------------------------- |
| 1958 | ф  | Эроика                          | Eroica                            | повстанец, эпизод                        |
| 1960 | ф  | Крестоносцы                     | Krzyżacy                          | князь Ярмонт                             |
| 1964 | ф  | Приданое                        | Wiano                             | Сташек Стосина                           |
| 1966 | тф | Четыре танкиста и собака        | Czterej pancerni i pies           | Ольгерд Ярош                             |
| 1967 | ф  | Вестерплатте                    | Westerplatte                      | Францишек Бартошак                       |
| 1970 | ф  | Парагон, гол!                   | Paragon gola                      | Роман Вавжисяк                           |
| 1973 | ф  | Награды и отличия               | Nagrody i odznaczenia             | капитан, командир отряда                 |
| 1975 | ф  | История греха                   | Dzieje grzechu                    | Антони Похронь                           |
| 1975 | ф  | Отель «Пацифик»                 | Zaklęte rewiry                    | Роберт Форнальский                       |
| 1977 | ф  | Один на один                    | Sam na sam                        | гинеколог Богдан                         |
| 1977 | ф  | Дело Горгоновой                 | Sprawa Gorgonowej                 | инженер Хенрик Заремба                   |
| 1978 | тф | Кукла                           | Lalka                             | Казимеж Старский, кузен Изабеллы Ленцкой |
| 1978 | ф  | Без наркоза                     | Bez znieczulenia                  | Броньский                                |
| 1980 | тф | Карьера Никодима Дызмы          | Kariera Nikodema Dyzmy            | Никодим Дызма                            |
| 1980 | ф  | Ночная бабочка                  | Ćma                               | Ян                                       |
| 1981 | ф  | Война миров. Следующее столетие | Wojna światów – następne stulecie | Ирон Идем                                |
| 1981 | ф  | Запах собачьей шерсти           | Zapach psiej sierści              | Павел                                    |
| 1981 | ф  | Окрестности спокойного моря     | Okolice spokojnego morza          | капитан Роман Марковский                 |
| 1982 | ф  | Отплата                         | Odwet                             | инженер Свидрыцкий                       |
| 1983 | ф  | Привидение                      | Widziadło                         | Пётр Струменьский                        |
| 1983 | тф | Альтернативы 4                  | Alternatywy 4                     | Станислав Ангел                          |
| 1986 | ф  | Частное расследование           | Prywatne śledztwo                 | Рафал Сконецкий                          |
| 1986 | ф  | Гон (фильм)                     | Rykowisko                         | Виктор Шалай                             |
| 1987 | ф  | Заклятие долины змей            | Klątwa Doliny Węży                | Травен                                   |